# ألمروث رايت
السير ألمروث إدوارد رايت (بالإنجليزية: Almroth Wright)‏ (10 أغسطس 1861 - 30 أبريل 1947) هو عالم جراثيم ومناعة بريطاني.

## ولادته
ولد رايت في قرية ميدلتون تيز ‏ في عائلة من أصول أنجلو إيرلندية وسويديه.

## روابط خارجية
- ألمروث رايت على موقع الموسوعة البريطانية (الإنجليزية)